# Sutlej

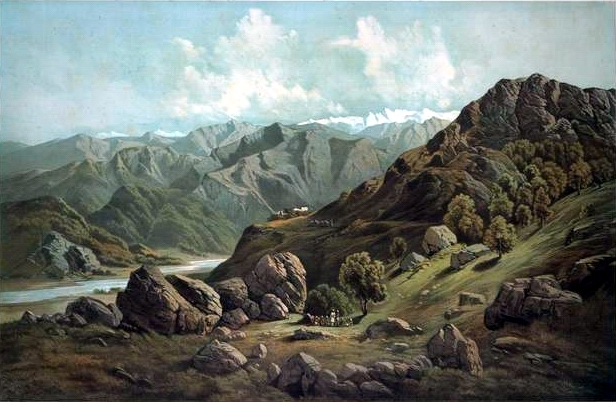
Sutlejdalen från Rampur, cirka 1857.

Sutlej (Satledj, Plinius: Hesidros), biflod till Indus, den östligaste floden i Punjab, uppstår i Transhimalaya under namnet Tage-tsangpo, av Hedin betraktad som dess egentliga källa, helt nära Brahmaputras källor i Kailasbergen, genomrinner de båda heliga sjöarna Manasarowar och Rakas-tal (4 602 m ö.h.), banar sig väg genom Himalayas pass mellan höjder av 6 000 m på vardera sidan, strömmar genom Bashar och Simla Hill samt inträder på indiskt område vid Hoshiarpur.
Djupet i Himalaya är 5-6 m; ythastighet 2,5 m/s. Nedkommen på Punjabs slättbygd, mottar Sutlej en ansenlig biflod, Beas (Bias), och nära sitt utlopp Chenab (som själv har två bifloder), heter därefter Punjnad ("fem floder") och faller ut i Indus nära Mithankot. Längd omkr 1 550 km. Fartyg om 40 ton kan gå upp till Ferozepur, vilket är 600 km.
I början av 1800-talet (Ranjit Singhs tid) bildade Sutlej gräns mellan sikhernas och britternas områden, och sikhstaterna söder om floden kallades Cis-Sutlej-stater. Sutlej ger upphov till två bevattningssystem: Sirhindkanalen, som vid Rupar, 160 km ovanför Bias, berövar Sutlej hela dess vinterflöde, samt övre och nedre Sutlejs översvämningskanal i Ferozepur och Bahawalpur nedanför Bias förening med Sutlej.